# Franciszek Krajowski
Franciszek Krajowski, właśc. František Králíček (ur. 30 września 1861 w Weleszynie, zm. 22 listopada 1932 w Brześciu nad Bugiem) – generał major cesarskiej i królewskiej armii oraz generał dywizji Wojska Polskiego, pochodzenia czeskiego. Odznaczony Orderem Virtuti Militari.

## Życiorys
Urodził się 30 września 1861 w czeskim Weleszynie. Był synem Wacława i Katarzyny Werwiček. Podjął naukę w Szkole Kadetów Piechoty w Łobzowie. Potem został absolwentem Akademii Sztabu Generalnego w Wiedniu. Od 1883 jako zawodowy oficer służył w jednostkach piechoty armii austro-węgierskiej. W randze majora pełnił funkcję dowódcy batalionu 45 pułku piechoty Austro-Węgier w Sanoku. Pierwotnie miał zostać przeniesiony do Przemyśla, jednak ostatecznie od 1912 nadal służył w Sanoku. W maju 1912 został awansowany do stopnia podpułkownika.
Podczas I wojny światowej – w latach 1914–1915 – dowodził 18 pułkiem Landsturmu w obronie Twierdzy Przemyśl. Po jej kapitulacji dostał się do niewoli rosyjskiej. Uwolniony w wyniku działań rewolucji lutowej 1917, powrócił do służby i objął dowództwo brygady piechoty. 12 czerwca 1918 awansował do stopnia generała majora ze starszeństwem z dniem 1 maja 1918.
Po rozpadzie monarchii habsburskiej w listopadzie 1918 zgłosił się do Wojska Polskiego. Został wyznaczony na stanowisko dowódcy VII Brygady Piechoty w 4 Dywizji Piechoty. 20 września 1919, po uzyskaniu zezwolenia Namiestnictwa Galicyjskiego, w ewidencji wojskowej zmieniono mu nazwisko rodowe „Kraliczek” na „Krajowski”.
Uczestniczył w wojnach – polsko-ukraińskiej i polsko-bolszewickiej, dowodząc Grupą gen. Bonnina oraz grupą operacyjną swojego imienia (przeformowaną następnie w 18 Dywizję Piechoty) w bitwach pod Brodami i rejonie Modlina, bojach nad Wkrą, a następnie w działaniach pościgowych na Polesiu i Wołyniu.
Został zweryfikowany w stopniu generała dywizji ze starszeństwem z czerwca 1919. W 1921 objął dowództwo Okręgu Korpusu Nr IX w Brześciu nad Bugiem. Z dn. 1 listopada 1922 został zwolniony ze stanowiska dowódcy DOK IX, a z dn. 1 stycznia 1923 – przeniesiony w stan spoczynku. Po zakończeniu służby pozostał w Brześciu. Tam zmarł 22 listopada 1932. Został pochowany w Terespolu.
3 marca 1894 poślubił w Sanoku Teodozję Janeczek. Jego synem był Wielisław Krajowski.

## Ordery i odznaczenia
- Krzyż Srebrny Orderu Wojskowego Virtuti Militari (1921)[14]
- Krzyż Walecznych czterokrotnie[15]
- Oficer Orderu Legii Honorowej – III Republika Francuska (1921)[16]

## Upamiętnienie
29 sierpnia 1920 Rada Miasta Mławy nadała Franciszkowi Krajowskiemu honorowe obywatelstwo.
W Mławie ustanowiono Ulicę Generała Franciszka Krajowskiego.
13 września 2020 w Terespolu ustanowiono tablicę, popiersie i skwer im. generała.